# 澳門巴士C01路線
澳門巴士C01路線是已取消的路線，由應變協調中心開設，由新福利營運，往返醫總青洲坊（白朗古將軍大馬路青怡大廈側）和社區治療中心（澳門蛋）的巴士路線。

## 簡介及歷史
- 2022年12月11日，新型冠狀病毒感染應變協調中心為方便感染者前往位於澳門蛋的社區治療中心就診，於12月12日及13日安排8個接載點的巴士專線，乘坐對象為對核酸單管檢測陽性或自測抗原陽性人士，且未具條件自行前往社區治療中心（澳門蛋）。[1][2][3][4][5]
- 2022年12月16日，本線與C04路線合併，本線終止營運。[6][7][8]

## 使用車輛
- 蘇州金龍KLQ6108GQ30
（由新型冠狀病毒感染應變協調中心租賃新福利非營運車輛行駛）

## 路線資料

### 收費
- 免費（供COVID-19核酸單管檢測陽性或快速抗原檢測陽性人士乘坐）

### 服務時間及班距
| 服務時間               | 每天          |               |
| ---------------------- | ------------- | ------------- |
| 社區治療中心（澳門蛋） | 10:00 - 22:00 | 10:00 - 22:00 |
| 班距                   | 60分鐘        |               |

### 路線停站
| C01  | 醫總青洲坊 → 社區治療中心 | 醫總青洲坊 → 社區治療中心                 | 醫總青洲坊 → 社區治療中心 |
| 序號 | 循環線                    | 循環線                                    | 循環線                    |
| 序號 | 站號                      | 站名                                      | 社區門診或社區治療中心    |
| 1    | L                         | 醫總青洲坊 （白朗古將軍大馬路青怡大廈側） |                           |
| 2    | L                         | 前澳門逸園賽狗場正門                      |                           |
| 3    | L903                      | 社區治療中心 （澳門蛋）                   | 感染者社區治療中心        |

## 外部連結
- 澳門新福利公共汽車有限公司（官方網站）

（页面存档备份，存于）